# Беррі (Кентуккі)
Беррі (англ. Berry) — місто (англ. city) в США, в окрузі Гаррісон штату Кентуккі. Населення — 250 осіб (2020).

## Географія
Беррі розташоване за координатами 38°31′14″ пн. ш. 84°22′57″ зх. д. / 38.52056° пн. ш. 84.38250° зх. д. (38.520629, -84.382401).  За даними Бюро перепису населення США в 2010 році місто мало площу 0,66 км², з яких 0,66 км² — суходіл та 0,00 км² — водойми.

## Демографія
Згідно з переписом 2010 року, у місті мешкали 264 особи в 83 домогосподарствах у складі 66 родин. Густота населення становила 399 осіб/км².  Було 108 помешкань (163/км²).
Расовий склад населення:
| - 98,1 % — білих |

До двох чи більше рас належало 1,5 %. Частка іспаномовних становила 1,1 % від усіх жителів.
За віковим діапазоном населення розподілялося таким чином: 34,8 % — особи молодші 18 років, 55,4 % — особи у віці 18—64 років, 9,8 % — особи у віці 65 років та старші. Медіана віку мешканця становила 30,7 року. На 100 осіб жіночої статі у місті припадало 94,1 чоловіків;  на 100 жінок у віці від 18 років та старших — 91,1 чоловіків також старших 18 років.
Середній дохід на одне домашнє господарство  становив 119 961 долар США (медіана — 55 917), а середній дохід на одну сім'ю — 107 831 долар (медіана — 56 167). За межею бідності перебувало 18,2 % осіб, у тому числі 19,1 % дітей у віці до 18 років та 25,0 % осіб у віці 65 років та старших.
Цивільне працевлаштоване населення становило 131 осіб. Основні галузі зайнятості: виробництво — 43,5 %, освіта, охорона здоров'я та соціальна допомога — 16,8 %, роздрібна торгівля — 13,7 %.